# Atentatul de la New Orleans (2025)
La 1 ianuarie 2025, în jurul orei 03:15 (UTC–6), un bărbat identificat de Biroul Federal de Investigații (FBI) ca Shamsud-Din Jabbar, un cetățean american din Houston, Texas, convertit la Islam, a intrat cu o camionetă Ford închiriat într-o mulțime la intersecția străzilor Bourbon și Canal din New Orleans, Louisiana. După ce a lovit o platformă de lucru aeriană, acesta a coborât din camionetă, înarmat cu două arme de foc, și a deschis focul asupra poliției. Polițiștii l-au împușcat mortal. Atacul a provocat șaisprezece decese, inclusiv al atacatorului, și cel puțin treizeci și cinci de răniți, printre care doi polițiști. Incidentul a avut loc în timpul festivităților de Anul Nou, într-un oraș care urma să găzduiască mai târziu în aceeași zi meciul de fotbal american Sugar Bowl. În camionetă a fost descoperit un steag al organizației Statul Islamic (ISIS). FBI investighează incidentul ca un act de terorism.

## Context
Autoritățile federale americane și agențiile de informații au avertizat poliția locală cu privire la riscul unor atacuri cu vehicule înainte de sărbători. În anii anteriori, astfel de atacuri au fost tot mai frecvente, fiind promovate de Statul Islamic (IS), care încuraja utilizarea acestei tactici. Într-un memorandum din 2017, administrația orașului a subliniat riscul unui incident cu victime în masă, inclusiv prin atacuri cu vehicule, în Cartierul Francez, zona în care a avut loc atacul, și a planificat implementarea unor măsuri suplimentare de securitate în zonă.
Oficialii americani au exprimat îngrijorări cu privire la posibilitatea unor atacuri teroriste comise de lupi singuratici și la eforturile filialei Khorasan a Statului Islamic de a recruta noi membri prin propagandă online și radicalizarea populațiilor vulnerabile.
În New Orleans, festivitățile de Anul Nou au inclus petreceri pe Strada Bourbon și o paradă organizată cu ocazia meciului Sugar Bowl 2025, unul dintre cele mai importante evenimente de fotbal american din Statele Unite, care face parte din seria de jocuri ce determină echipele ce vor participa la finala națională a fotbalului colegial. Acesta este un meci cu o tradiție de decenii, iar în 2025 era programat să aibă loc pe 1 ianuarie la Caesars Superdome, între echipele Georgia Bulldogs și Notre Dame Fighting Irish, două dintre cele mai renumite echipe din NCAA, care atrag mii de fani din întreaga țară. Forțele de ordine au intensificat măsurile de securitate pentru aceste evenimente, inclusiv prin utilizarea dronelor în Cartierul Francez.

## Desfășurarea atacului

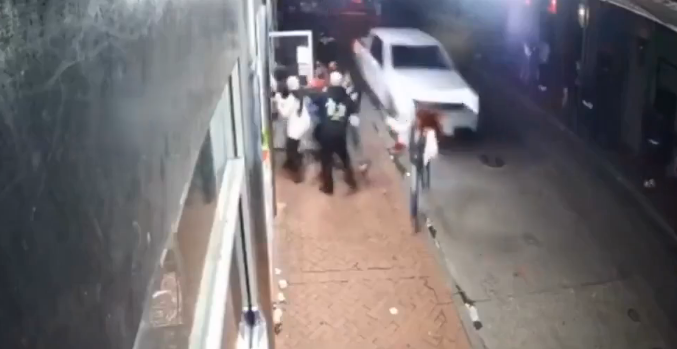
O captură video de pe camerele CCTV cu camioneta în timpul atacului.

Jabbar, șoferul atacator, a ocolit un SUV al poliției și baricadele plasate pentru a proteja Strada Bourbon, lovind oameni pe o distanță de trei blocuri între străzile Canal și Conti. Inițial, fuseseră amplasate baricade speciale care opriseră vehiculele, dar acestea au fost înlăturate pentru reparații în pregătirea pentru meciul Sugar Bowl. Șefa poliției din New Orleans, Superintendentul Anne Kirkpatrick, a declarat că autorul atacului „încerca să lovească cât mai mulți oameni posibil”. După ce a lovit o platformă de lucru aeriană, a ieșit din camion și a început să tragă cu o armă. Ofițerii Departamentului de Poliție din New Orleans au răspuns focului, iar doi dintre ei au fost răniți în schimbul de focuri. Martorii și ofițerii poliției au spus că șoferul trăgea cu o pușcă de asalt; de asemenea, el avea și un pistol. Martorii au mai menționat că purta echipament militar complet. Ofițerii poliției l-au împușcat mortal pe autorul atacului în timpul schimbului de focuri.
Camioneta albă Ford F-150 Lightning, folosită în atac, fusese închiriată prin aplicația de car-sharing Turo și fusese observată în Humble, Texas⁠(d), în dimineața dinaintea atacului. Mai târziu în acea zi, camioneta a fost văzută în Baytown, Texas⁠(d), îndreptându-se spre est pe autostrada Interstate 10⁠(d), în direcția New Orleans. Camioneta aparținea unui bărbat din Houston. Pe remorca camionetei se afla un steag al Statului Islamic (ISIS).
Conform medicului legist din New Orleans, Dwight McKenna, cel puțin 16 persoane, inclusiv autorul atacului, au fost ucise. Alte 35 de persoane au fost rănite, unele dintre ele în stare critică. Imediat după atac, personalul de urgență a transportat 30 dintre răniți la cinci spitale din zonă, în timp ce alți răniți au căutat ajutor medical pe cont propriu. Superintendentul Kirkpatrick a menționat că majoritatea victimelor erau localnici.

## Suspecți
FBI-ul l-a identificat pe suspect ca fiind Shamsud-Din Bahar Jabbar (26 octombrie 1982 – 1 ianuarie 2025), un cetățean american de 42 de ani, născut și crescut în Texas, care locuia în prezent într-un cartier din nordul comitatului Harris, Texas, la momentul atacului, și care fusese anterior rezident în Beaumont, Texas⁠(d). A servit în Armata Statelor Unite timp de zece ani, având funcțiile de specialist în resurse umane și specialist IT, fiind desfășurat în Afganistan în 2009, ajungând la gradul de sergent major. A fost eliberat cu onoruri. Istoricul său criminal include o arestare în 2002 pentru furt de mică amploare și o altă arestare în 2005 pentru conducerea unui vehicul fără permis valid. Jabbar fusese căsătorit de două ori, iar divorțurile i-au cauzat dificultăți financiare. Avea două fiice, în vârstă de 20 și 15 ani la momentul atacului. Un frate al său a declarat că s-a convertit la islam încă de tânăr. Un prieten de-al său a spus că a observat că „s-a făcut extrem de pasionat” de credința sa atunci când s-au reconectat pe Facebook în jurul anului 2017. Soțul uneia dintre fostele sale soții a menționat că Jabbar a avut un comportament eratic în lunile dinaintea atacului.
Althea Duncan, agent special adjunct la biroul FBI din New Orleans, a declarat că anchetatorii nu cred că Jabbar a acționat singur. Poliția din New Orleans a analizat imagini de supraveghere care par să arate mai multe persoane care plasează dispozitive explozibile înainte de atacul cu vehicul, ceea ce i-a făcut să creadă că Jabbar nu era singurul responsabil, potrivit unor surse citate de ABC News.

## Anchetă
Biroul Federal de Investigații coordonează ancheta asupra atacului și a deschis o linie de asistență pentru informații. Ancheta a descoperit două bombe de tip țeavă într-un recipient frigorific pe Strada Bourbon, la câteva blocuri distanță de locul atacului. Dispozitivele erau pregătite pentru detonație și conectate la o telecomandă wireless găsită în camion. Biroul pentru Alcool, Tutun, Arme de Foc și Explozivi (ATF), Departamentul de Securitate Internă și procurorii din cadrul Diviziei de Securitate Națională a Departamentului de Justiție, împreună cu biroul local al procurorului federal, sprijină ancheta. FBI-ul a investigat dacă suspectul ar fi avut legături cu o organizație teroristă străină sau ar fi fost inspirat de aceasta; în videoclipuri filmate în drumul său către New Orleans, autorul atacului discută despre Statul Islamic (ISIS) și despre dorința de a ucide. FBI-ul a menționat că au fost descoperite dispozitive explozibile aparent în alte părți ale Cartierului Francez; autoritățile cred că acestea ar fi fost plasate de o altă persoană decât șofer.

## Reacții
Guvernatorul Louisianei, Jeff Landry, a transmis condoleanțe victimelor atacului și a îndemnat locuitorii să evite zona afectată.
Poliția, împreună cu LaToya Cantrell, primarul din New Orleans, au caracterizat incidentul drept un „atac terorist”. Inițial, agentul special al FBI, Alethea Duncan, a respins această caracterizare, afirmând „acesta nu este un eveniment terorist,” însă FBI a precizat ulterior că investighează atacul ca un „act de terorism.” Președintele Joe Biden a fost informat despre atac și a contactat-o pe primarul Cantrell pentru a-i oferi sprijinul său.
Senatorul republican din Louisiana, Bill Cassidy, a declarat că atacul este „atât de tragic” într-o postare pe X.
Jeff Hundley, directorul Comitetului Sugar Bowl, care organizează meciul de fotbal american Sugar Bowl, unul dintre cele mai importante evenimente sportive din New Orleans, programat pentru seara zilei de 1 ianuarie, a emis o declarație în care a spus că „comitetul este devastat” de atac.